# 응오쓰엉반
응오쓰엉반(베트남어: Ngô Xương Văn / 吳昌文, 934 ~ 965년)은 응오 왕조의 제4대 왕(재위: 951년 ~ 965년)이다. 응오꾸옌의 둘째 아들이다.

## 생애
응오꾸옌의 사후 정권을 빼앗은 외삼촌 즈엉땀카를 몰아낸 뒤 남진왕(南晉王)을 칭했다. 형 응오쓰엉응업을 천책왕(天策王)으로 옹립하고 공동으로 통치했다.
965년, 당완이촌(唐阮二村)의 난을 평정 도중 복병을 만나서 전사하였다. 응오쓰엉씨가 뒤를 이었으나 베트남은 십이사군의 난이란 혼란 상태에 빠지게 된다.
| 전 임 즈엉땀카 | 제3대 응오 왕조의 왕 951년 ~ 965년 (응오쓰엉응업과 공동 통치) | 후 임 응오쓰엉씨 |